# Point Lisas
Point Lisas és la seu de Point Lisas Industrial Estate i de Port of Point Lisas, ambdós gestionats per Plipdeco (the Point Lisas Industrial Port Development Company). Point Lisas es troba al centre de Trinidad, immediatament a l'oest de la població de California.
El Point Lisas Industrial Estate és el centre de la majoria de la indústria pesant de Trinidad i Tobago, incloent un molí d'acer (propietat d'ArcelorMittal) i plantes de producció de metanol, amoníac i urea. També té una gran planta de dessalinització d'aigua per osmosi inversa. Les indústries depenen del seu gas natural.
El Port de Point Lisas, situat al Golf de Paria, és el segon port de Trinidad i el primer de càrrega. Point Lisas està administrat per Couva-Tabaquite-Talparo Regional Corporation.